# Ладислав Ваха
Ладислав Ваха (чеськ. Ladislav Vácha, 21 березня 1899, Брно — 28 червня 1943, Злін) — чехословацький гімнаст, олімпійський чемпіон, чемпіон світу.

## Біографічні дані
Ладислав Ваха вперше брав участь в Олімпійських іграх 1920 року, зайнявши четверте місце у складі команди Чехословаччини.
На Олімпійських іграх 1924 він взяв участь у змаганнях в дев'яти дисциплінах і завоював бронзові медалі у вправах на кільцях і  спортивному скелелазінню.
На чемпіонаті світу 1926 Ваха досяг найбільшого успіху, завоювавши золоті медалі у командному заліку та у вправах на брусах, срібну медаль у вправах на кільцях, а також бронзові медалі в абсолютному заліку, вправах на перекладині та на коні.
Ладислав Ваха на Олімпіаді 1928 став чемпіоном у вправах на брусах і завоював дві срібних медалі (в командному заліку та у вправах на кільцях).
На чемпіонаті світу 1930 Ладислав Ваха завоював бронзову медаль у вправах на брусах.
Помер Ладислав Ваха під час Другої світової війни після виходу з в'язниці, де він був підданий катуванням гестаповцями за участь в чеському русі опору.